# Пост бахаи
Пост бахаи соблюдается в течение месяца Ала календаря бахаи, либо со 2-го по 20-е марта включительно либо с 1-го по 19-е марта включительно, согласно календарю Бади. В этот месяц бахаи предписано воздерживаться от еды и питья с восхода до заката солнца. 19-дневный пост оканчивается праздником Навруз. «Мы заповедали вам с наступлением зрелости соблюдать молитву и Пост; таково повеление Бога, Господа вашего и Господа праотцов ваших».
Пост соблюдается всеми бахаи старше 15 лет. От поста освобождены болеющие, беременные, занятые тяжелым физическим трудом и очень пожилые люди.

## История
Баб, основатель веры Баби, в своей книге Байан установил календарь Бади из 19 месяцев по 19 дней каждый и заявил, что последний месяц будет месяцем поста. Баб заявил, что истинное значение поста — воздержание от всего, кроме любви явителей Бога. Баб также заявил, что окончательное учреждение поста зависит от мессии, которого явит Бог. Бахаулла, основатель веры бахаи, установил закон поста для верующих в книге Китаб-и-Агдас, в 1872—1873 гг.

## Значение Поста бахаи и символизм
Д-р. Джон Уолбридж о значимости поста бахаи: «Пост бахаи установлен в Китаб-и-Агдас и занимает практически такое же высокое положение, что и в исламе. Несколько раз в писаниях Бахауллы подчеркивается важность поста, и он, наряду с обязательной молитвой, считается самым значимым ритуальным обязательством».
Наряду с обязательной молитвой, пост бахаи является одним из величайших законов веры бахаи и предназначен приблизить верующего к Богу.
Абдул-Баха, разъяснитель священных писаний Бахауллы, объясняет смысл поста:
«Сей пост ведет к очищению души от всех себялюбивых желаний, к обретению духовных качеств, привлечению дуновений Всемилостивого и воспламенению огнем Божественной любви».
Во время поста рекомендуется как можно больше времени уделять размышлению о Боге и путях служения ему. Шоги Эффенди, хранитель веры бахаи пояснял, что период поста, предполагающего полное воздержание от пищи и питья от восхода до заката солнца, есть «…по сути своей время размышлений и молитв, время духовного возрождения, когда верующий должен стремиться к осуществлению необходимых перемен в своей внутренней жизни, к обновлению и укреплению духовных сил, дремлющих в его душе. Таким образом, по своему смыслу и предназначению пост является глубоко духовным установлением. Пост есть символическое напоминание о необходимости преодоления себялюбия и плотских желаний».